# Elecciones presidenciales de la República de China de 2000
Las elecciones presidenciales de la República de China de 2000, oficialmente tituladas Décima Elección de Presidente y Vicepresidente de la República de China (中華民國第十任總統、副總統選舉) tuvieron lugar el 18 de marzo del mencionado año con el objetivo de elegir al presidente para el período 2000-2004. Estas serían las segundas elecciones presidenciales directas que se celebrarían en Taiwán desde su democratización. El presidente Lee Teng-hui, gobernante desde 1988, no se presentó a una segunda reelección al tenerla prohibida por las sucesivas enmiendas constitucionales realizadas entre 1991 y 1994, habiendo cumplido dos mandatos completos en el cargo.
Estos comicios tuvieron un carácter histórico, ya que el exalcalde de Taipéi Chen Shui-bian, del independentista Partido Progresista Democrático (DPP), se alzó con una estrecha victoria del 39.30% de los votos, derrotando por escaso margen al candidato no partidista James Soong y relegando a un lejano tercer puesto a Lien Chan, del Partido Nacionalista Chino (Kuomintang) gobernante de Taiwán desde hacía más de medio siglo y que previamente había gobernado la China continental desde 1928. El evento constituyó la primera derrota electoral de cualquier tipo para un partido gobernante en cualquiera de los dos estados que utilizan el nombre de China y marcó el fin de más de medio siglo de hegemonía del Kuomintang, así como la definitiva consolidación de la democracia en la isla. La participación fue alta, con un 82.69% del electorado registrado emitiendo sufragio, un incremento de casi siete puntos con respecto a la elección anterior.
A pesar del triunfo de Chen, el reunificacionismo, o al menos la permanencia del statu quo, parecía continuar siendo la fuerza dominante en la isla, pues tanto Soong como Lien, figuras reunificacionistas de línea dura, obtuvieron el 59.94% de los votos juntos, y fue tanto su división como un escándalo financiero que salpicó a Soong (favorito en las encuestas) durante el último tramo de la campaña, lo que en última instancia favoreció a Chen. El presidente saliente, Lee, que durante el último tramo de su mandato había favorecido la política de "Taiwanización", fue acusado por la dirigencia del Kuomintang de haber apoyado a Lien con el único propósito de provocar la derrota de Soong, y de haber favorecido discretamente el triunfo de Chen, lo que ocasionaría su posterior expulsión del partido.
Chen asumió la presidencia de Taiwán el 20 de mayo de 2000, realizando la primera transferencia pacífica de mando entre dos presidentes de distintos partidos políticos, así como la segunda ocasión desde el traslado del gobierno nacionalista a la isla en que un presidente en ejercicio sobrevivía a su mandato.

## Candidaturas

### Partido Progresista Democrático
|                                                         |                                               |
| Candidatura del Partido Progresista Democrático de 1996 |                                               |
| Chen Shui-bian                                          | Annette Lu                                    |
| para presidente                                         | para vicepresidente                           |
|                                                         |                                               |
| Alcalde de Taipéi (1994-1998)                           | Majistrada del Condado de Taoyuan (1997-2000) |

### Kuomintang
|                                                     |                                                      |
| Candidatura del Kuomintang de 2000                  |                                                      |
| Lien Chan                                           | Vincent Siew                                         |
| para presidente                                     | para vicepresidente                                  |
|                                                     |                                                      |
| Vicepresidente de la República de China (1996-2000) | Primer ministro de la República de China (1997-2000) |

## Resultados
|  | 39.30 % |

|  | 36.84 % |

|  | 23.10 % |

|  | 0.63 % |

|  | 0.13 % |

|  | 99.04 % |

|  | 0.96 % |

|  | 100.00 % |

|  | 82.69 % |